# Алими, Джамиу
Джамиу Абиодун Алими (англ. Jamiu Abiodun Alimi; 5 октября 1992, Лагос, Нигерия) — нигерийский футболист, защитник. Ранее выступал за «Таврию» и «Олимпиакос» (Никосия). Выступал за национальную сборную Нигерии.

## Биография

### Клубная карьера
Является воспитанником академии «Вестерло» в Лагосе. В сезоне 2010/11 выступал за молодёжную команду «Вестерло». В августе 2011 года появилась информация, что Алими будет арендован донецким «Металлургом».
В октябре 2011 года подписал контракт с симферопольской «Таврией», будучи агентом Дмитрия Селюка. 14 октября 2011 года дебютировал в молодёжном первенстве Украины за дубль «Таврии» в матче против донецкого «Шахтёра» (2:2). Главный тренер дубля доверил Алими отыграть все 90 минут. 19 ноября 2011 года дебютировал в чемпионате Украины в домашнем матче против луцкой «Волыни» (2:0), Джамиу вышел в конце игры вместо Желько Любеновича.
В январе 2012 года главный тренер «Таврии» Семён Альтман взял Алими на учебно-тренировочный сбор в Турции. Всего за «Таврию» в Премьер-лиге провёл 9 матчей, а в первенстве дублёров 13 игр. После прихода нового главного тренер «Таврии» Олега Лужного Алими покинул расположение клуба, однако в феврале 2013 года генеральный директор «Таврии» Александр Бойцан заявил, что у Алими действующий контракт с «Таврией» и не исключил его возвращение в команду.
В начале 2013 года перешёл в «Олимпиакос» из Никосии. В составе команды в чемпионате Кипра провёл 6 матчей. В мае 2013 года Алими заявил, что не будет подливать контракт с клубом.
Летом 2014 года перешёл в нигерийский клуб «Шаркс» из города Порт-Харкорт. В новой команде Алими взял 22 номер.

### Карьера в сборной
Алими не участвовал на молодёжном чемпионате мира 2011 в Колумбии из-за травмы. С 2015 года по 2016 год провёл в составе национальной сборной Нигерии четыре игры.

## Статистика
| Сезон   | Клуб                 | Лига                 | Чемпионат | Чемпионат | Кубок | Кубок | Дубль | Дубль |
| Сезон   | Клуб                 | Лига                 | Игры      | Голы      | Игры  | Голы  | Игры  | Голы  |
| ------- | -------------------- | -------------------- | --------- | --------- | ----- | ----- | ----- | ----- |
| 2011/12 | Таврия               | Премьер-лига Украины | 9         | 0         | 0     | 0     | 13    | 0     |
| 2012/13 | Олимпиакос (Никосия) | Чемпионат Кипра      | 6         | 0         | 0     | 0     | —     | —     |
| 2014/15 | Шаркс                | Чемпионат Нигерии    | 0         | 0         | 0     | 0     | —     | —     |